# Phintella hainani
Phintella hainani is een spinnensoort in de taxonomische indeling van de springspinnen (Salticidae).
Het dier behoort tot het geslacht Phintella. De wetenschappelijke naam van de soort werd voor het eerst geldig gepubliceerd in 1988 door Da-xiang Song, Gu & Jun Chen.